# Rynek wewnętrzny
Zasugerowano, aby zintegrować ten artykuł z artykułem Polityka rynku wewnętrznego. Nie opisano powodu propozycji integracji.
Zasugerowano, aby zintegrować ten artykuł z artykułem Jednolity rynek. Nie opisano powodu propozycji integracji.
Rynek wewnętrzny – w systemie prawnym Unii Europejskiej, definicja rynku wewnętrznego znajduje się w Art. 26 ust. 2 TfUE (dawny Art. 14 ust. 2 TWE), który definiuje go jako: „obszar bez granic wewnętrznych, na którym zostaje zapewniony wolny przepływ towarów, osób, usług i kapitału zgodnie z postanowieniami niniejszego Traktatu”.
Do prawa europejskiego koncepcję rynku wewnętrznego wprowadzono art. 13 Jednolitego Aktu Europejskiego. Dodatkowo w podobnym duchu wypowiada się Traktat o Unii Europejskiej w art. 3 ust. 3: „Unia ustanawia rynek wewnętrzny. Działa na rzecz trwałego rozwoju Europy, którego podstawą jest zrównoważony wzrost gospodarczy oraz stabilność cen, społeczna gospodarka rynkowa o wysokiej konkurencyjności zmierzająca do pełnego zatrudnienia i postępu społecznego oraz wysoki poziom ochrony i poprawy jakości środowiska naturalnego. Wspiera postęp naukowo-techniczny. Zwalcza wyłączenie społeczne i dyskryminację oraz wspiera sprawiedliwość i ochronę socjalną, równość kobiet i mężczyzn, solidarność między pokoleniami i ochronę praw dziecka”.